# Missionshotellet Stella Maris
Missionshotellet Stella Maris var et hotel beliggende i Svendborg. Hotellet havde til huse i en gammel herskabsvilla der ligger med en storslået udsigt over Svendborgsund.
Ejendommen blev bygget af Frederik Lehmann Weber i 1904, og hed Kogtvedhus. I 1907 blev stedet solgt til Frederik Ludvig Vilhelm greve Ahlefeldt-Laurvig-Lehn og grevinden Anna Ahlefeldt Laurvig-Lehn, ejer af Hvidkilde Gods. Grevinden blev enke i 1909 og flyttede ind med ca. 17 tjenestefolk til at passe huset, kørehestene og jorden omkring. Grevinden gav stedet navnet: Stella Maris – det er latin og betyder havets stjerne.
I perioden efter 1912 havde huset skiftende ejere indtil diakon Kresten Christensen købte Stella Maris i 1936 og gjorde det til et kristent rekreationshjem og sommerpensionat.
I 1967 blev Stella Maris købt af Indre Mission og indrettedes som missionshotel. Udover almindelig hoteldrift dannede hotellet rammerne for stævner og konferencer.
Den 1. december 2011, lukkede Missionshotellet Stella Maris, og dermed det sidste missionshotel i Danmark.
I starten af 2012, blev bygningen solgt til den danske direktør Kim Fournais. Bygningen og den tilhørende park blev solgt for 14,5 millioner kroner, hvor der efterfølgende blev foretaget en gennemgribende renovering af den originale del af hotellet, og hvor der i samme omgang blev tilbygget yderlig 24 værelser, som gør at hotellet i dag rummer 26 værelser.
Bygningen er blevet renoveret af flere omgange og fremstår i dag som mere eller mindre som da hovedbygningen blev opført af Weber i 1904. Under renoveringen i 2012-13, blev der udover tilbygningen tilføjet nye franske døre som fører ud til den nyopførte terrasse.
I foråret 2014 blev dørene slået op for først gang til Stella Maris Hotel de Luxe.
I 2021 blev hotellet købt af Odense Sport & Event.